# Gerd Strack
Gerhard „Gerd“ Strack (* 1. September 1955 in Kerpen; † 21. Mai 2020) war ein deutscher Fußballspieler. Von 1974 bis 1985 absolvierte der kopfballstarke Innenverteidiger in der Fußball-Bundesliga 261 Ligaspiele für den 1. FC Köln und erzielte dabei 30 Tore. Er gewann mit dem 1. FC Köln dreimal den DFB-Pokal (1977, 1978, 1983) und 1978 die deutsche Meisterschaft. Nach der Fußball-Weltmeisterschaft 1982 wurde er Nationalspieler und nahm an der Fußball-Europameisterschaft 1984 teil.

## Karriere

### Vereine
Über die Stationen Glückauf Habbelrath-Grefrath (bis 1966) und SpVg Frechen 20 (bis 1973) kam Strack vor Beginn der Saison 1973/74 in die Jugendabteilung des 1. FC Köln. Mit den A-Junioren des 1. FC Köln zog er unter Trainer Josef Röhrig als Mittelrheinmeister in die Endrunde um die deutsche Meisterschaft ein. Im Finale am 9. Juni in Stade setzten sich dann aber die Junioren des 1. FC Nürnberg mit 1:0 durch.
Strack wurde zur Saison 1974/75 in die Lizenzspielermannschaft aufgenommen und debütierte unter Trainer Zlatko Čajkovski am 24. August 1974 beim Heimspiel gegen Rot-Weiss Essen in der Bundesliga. Zusammen mit Toni Schumacher (Torhüter), Harald Konopka, Bernhard Cullmann und Herbert Hein bildete er die Abwehrformation bei der 0:1-Niederlage der Kölner. Strack absolvierte in seiner ersten Seniorenrunde 18 Bundesligaspiele und erzielte ein Tor. Am 18. September 1974 debütierte er im UEFA-Pokal, als der FC einen 5:1-Erfolg gegen Kokkolan PV feiern konnte.
Seinen ersten großen Erfolg mit Köln feierte der im damals praktizierten 4-3-3-System sowohl als Libero als auch als Vorstopper verwendbare Strack in der Spielzeit 1976/77. Unter der Regie von „Heimkehrer“ Hennes Weisweiler kam er in der Meisterschaft zwar nur auf 16 Einsätze (2 Tore), doch in den beiden Endspielen um den DFB-Pokal am 28. und 30. Mai in Hannover gegen Hertha BSC stellte er zusammen mit Libero Roland Gerber die Innenverteidigung der Kölner, die sich nach dem 1:1 nach Verlängerung im ersten Spiel zwei Tage später im notwendig gewordenen Wiederholungsspiel mit 1:0 durchsetzten. Als in der darauffolgenden Saison 1977/78 Köln mit dem Double der größte Erfolg in der Vereinsgeschichte gelang, war Strack bereits Stammspieler: Neben 32 Ligaeinsätzen (2 Tore) absolvierte er zusammen mit Dieter Müller (8 Tore), Roger Van Gool (7 Tore), Heinz Flohe, Roland Gerber und Herbert Zimmermann alle sieben Spiele bei der Wiederholung des Pokalerfolgs aus dem Vorjahr.
Aus der Saison 1978/79 ragen die beiden Halbfinalspiele im Europapokal der Landesmeister gegen Nottingham Forest heraus. Am 4. Juni 1980 bestritt Strack sein drittes DFB-Pokalfinale, verlor mit seiner Mannschaft aber mit 1:2 gegen den rheinischen Rivalen Fortuna Düsseldorf. Unter dem neuen Trainer Rinus Michels gehörte er am 5. November 1980 der Kölner Elf an, die im UEFA-Pokal sich mit 4:0 beim FC Barcelona durchsetzen konnte; Strack traf dabei zur 1:0-Führung. Mit der niederländischen Trainergröße reichte es in der Saison 1981/82 (32 Spiele/6 Tore) noch einmal zur Vizemeisterschaft und am 11. Juni 1983 durch einen 1:0-Erfolg gegen den Lokalrivalen SC Fortuna Köln zum dritten DFB-Pokalsieg. Strack agierte dabei als Libero, Paul Steiner war Vorstopper.
Die Saison 1984/85 war Stracks letzte Spielzeit für den 1. FC Köln. Unter Trainer Hannes Löhr wurde er in 17 Ligaspielen berücksichtigt, seinen letzten Einsatz absolvierte er am 3. April 1985 beim 2:1-Auswärtserfolg bei Fortuna Düsseldorf. Nach insgesamt 339 Pflichtspielen (darunter 261 Bundesligaeinsätze) mit 46 Toren beendete er im Sommer 1985 seine aktive Zeit bei den „Geißböcken“ und wechselte in die Schweiz zum FC Basel.
Der vormalige Erfolgstrainer Helmut Benthaus war dort 1985 vom VfB Stuttgart zurückgekehrt, konnte den Rot-Blauen eine neuerliche Glanzzeit aber nicht einimpfen. Mit René Botteron, Adrian Knup, Thomas Süss, Marco Schällibaum, Beat Sutter und Strack standen zwar gute Einzelspieler zur Verfügung, aber es reichte nur zu hinteren Mittelfeldplätzen. Strack zog es nach zwei Jahren wieder in die Heimat, er wechselte zur Saison 1987/88 zum Zweitligisten Fortuna Düsseldorf. Aber 14 Jahre Profifußball hatten ihren Tribut gefordert: Verletzungsbedingt bestritt Strack für die Fortuna unter Trainer Aleksandar Ristić lediglich 17 Ligaspiele (2 Tore) und beendete seine Spielerkarriere im Sommer 1988.

### Nationalmannschaft
Als A-Juniorenspieler der „Geißböcke“ wurde er vom DFB am 14. September 1973 erstmals in die deutsche Jugend-Fußballnationalmannschaft berufen. Zusammen mit Rüdiger Abramczik, Karl Del’Haye und Bernd Förster scheiterte er im April 1974 in der Qualifikation zum UEFA-Juniorenturnier an Rumänien (1:0, 0:2).
Nachdem der Kölner Vorstopper und Libero erstmals am 15. November 1977 in der B-Nationalmannschaft zum Zuge gekommen war, folgten in der Saison 1981/82 drei weitere Berufungen in die B-Elf. Anfang der 1980er-Jahre wurde er siebenmal in der bundesdeutschen U-21 eingesetzt. Mit dieser Auswahl, die er als älterer Spieler nach dem damaligen Reglement unterstützen durfte, wurde er bei der Nachwuchs-EM 1982 Zweiter.
Am 14. Mai 1982 meldete ihn der DFB in der 40er-Liste für die Fußballweltmeisterschaft 1982 in Spanien an die FIFA. Für eine Nominierung in den 22er-Kader für das WM-Turnier reichte es aber nicht. Im zweiten Länderspiel nach der durchwachsenen WM in Spanien, am 13. Oktober 1982 in London gegen England, debütierte Strack in der A-Nationalmannschaft. Mit der Abwehrformation Manfred Kaltz, Strack, Karlheinz Förster (ab der 5. Minute Holger Hieronymus) und Bernd Förster vor Torhüter Schumacher gelang der DFB-Elf dabei mit Toren von Karl-Heinz Rummenigge ein 2:1-Erfolg. Danach folgten für Strack vier Einsätze in Folge bei den Qualifikationsspielen zur Fußballeuropameisterschaft 1984 in Frankreich gegen Nordirland (0:1), Albanien (2:1), Türkei (3:0) und Österreich (0:0). Nach dem Freundschaftsspiel am 6. September 1983 in Budapest gegen Ungarn (1:1) – es diente als Vorbereitung für die weiteren EM-Qualifikationsspiele – war der Kölner bei den zwei klaren Erfolgen gegen Österreich (3:0) und die Türkei (5:1) jeweils über 90 Minuten im Einsatz. Bei der nicht einkalkulierten 0:1-Heimniederlage am 16. November 1983 in Hamburg im Rückspiel gegen Nordirland wurde er dagegen erst in der 83. Minute für Uli Stielike von Real Madrid eingewechselt. Vier Tage später, am 20. November in Saarbrücken gegen Albanien, spielte er dann wieder von Beginn an als Libero und köpfte in der 80. Minute das entscheidende Tor zum 2:1. Damit war die deutsche Nationalmannschaft für das Turnier in Frankreich qualifiziert.
Strack gehörte bei der EM zwar dem 20-Mann-Kader an, kam aber unter Bundestrainer Jupp Derwall in den Spielen gegen Portugal (0:0), Rumänien (2:1) und Spanien (0:1) nicht zum Einsatz. Beim Länderspiel am 12. September 1984 in Düsseldorf gegen Argentinien, dem ersten unter dem neuen Teamchef Franz Beckenbauer, stand er zum letzten Mal im Aufgebot der Nationalmannschaft.

## Erfolge
1. FC Köln
- Deutscher Meister:  1978
- DFB-Pokal-Sieger (3): 1977, 1978, 1983

## Statistik
- DFB-Pokal
38 Spiele, 7 Tore (1. FC Köln)
2 Spiele (Fortuna Düsseldorf)

- Europapokal der Landesmeister, Europapokal der Pokalsieger, UEFA-Pokal
39 Spiele, 9 Tore (1. FC Köln)

## Weiterer Werdegang
Der in Hürth wohnhafte Ex-Nationalspieler arbeitete danach freiberuflich als Fußballlehrer und war in Fußballschulen eingebunden. Er starb im Alter von 64 Jahren an einem Herzinfarkt.
Am 26. Mai 2020 wurde er auf dem Friedhof im Hürther Stadtteil Efferen bestattet.